# Vranjak (distrikt)
Vranjak (bulgariska: Враняк) är ett distrikt i Bulgarien.   Det ligger i kommunen Obsjtina Bjala Slatina och regionen Vratsa, i den nordvästra delen av landet, 90 km nordost om huvudstaden Sofia.
Trakten runt Vranjak består till största delen av jordbruksmark. Runt Vranjak är det ganska glesbefolkat, med 45 invånare per kvadratkilometer.